# Патријарх српски Сава V
Сава V је био архиепископ пећки и патријарх српски у времену од 1396. до 1409. године. Наследио је патријарха Данила III, али није познато када се то тачно догодило.
Патријарх Сава V се потписивао и као патријарх Срба и Грка. Он је обавио сахрану патријарха Јефрема, подигао му гробницу и после седам година прогласио га за светитеља. То је описано и придодато Житију св. Јефрема, које је написао епископ Марко из Хвосна.
У његово време одиграо се Бој на Ровинама 1395. године, код Никопоља 1396. године, и код Ангоре 1402. године. У прве две битке Срби су учествовали као вазали против Грка, а у трећој бици код Ангоре предвођени су деспотом Стефаном Лазаревићем, где је султан Бајазит и поражен од Тимура (Тамерлана) 1402. године. Тада су се Срби ослободили турског вазалства.
Патријарх Сава V умро је 7. априла, али се не зна тачно које године.